# River Plate Football Club
Pour les articles homonymes, voir River Plate.
Ne doit pas être confondu avec Club Atlético River Plate (Uruguay).
Maillots
Dernière mise à jour : 7 janvier 2024.
Le River Plate Football Club est un club de football uruguayen basé dans la ville de Montevideo et qui a été actif de 1897 à 1925. River Plate a été plusieurs fois champions d’Uruguay alors que le championnat était encore amateur.

## Histoire
En 1897, de travailleurs du port de Montevideo se réunissent pour fonder un club de football nommé au départ Cagancha FC. L’inscription du club auprès de la fédération uruguayenne est refusée au motif que les clubs doivent obligatoirement porter un nom anglophone. Le club devient ainsi le FC London.
Le club est connu sous le surnom de « darseneros ». Cette appellation est restée pour le club actuel du Club Atlético River Plate fondé en 1932 même si celui-ci est situé dans le quartier du Prado. En 1901 la fédération accepte en son sein le premier club « indigène », le Club Nacional de Football. Le FC London s'inscrit à la suite et prend le nom de River Plate Football Club. Alors que le Nacional est lui accepté directement en championnat, River Plate doit d’abord jouer plusieurs saisons en championnat junior puis dans l’antichambre de l’élite.

## Trajectoire en championnat

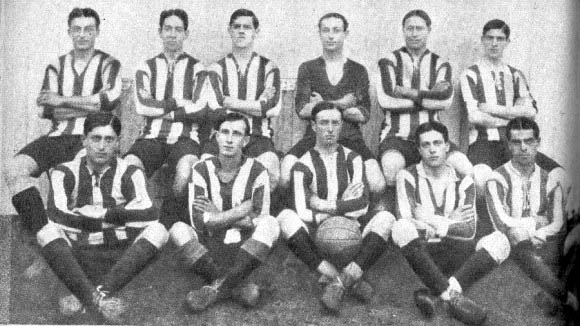
River Plate, 1914.

River Plate fait sa première apparition en 1907 et se place immédiatement sur le podium. En 1908 le club remporte la compétition dès sa deuxième année de présence. River plate réédite cette performance à trois reprises (1910, 1913 et 1914). 
En 1920 River Plate est relégué en deuxième division. En 1923  le club s’affilie à la fédération uruguayenne de football, une organisation indépendante de l’Asociación Uruguayana de Fútbol (AUF) la fédération officielle et reconnue par la FIFA. Le club dispute le championnat de la FUF et termine à la 26e position dans une compétition qui regroupe 32 clubs. C’est la dernière apparition du club dans un championnat de première division. Il disparait définitivement en 1925.

## Maillot
La tenue d’origine du club est toute noire. À partir de 1905, le maillot de pare de rayures blanches et rouges pour rendre hommage à tous les uruguayens morts en 1904 pendant la guerre civile. La couleur blanche représente le Parti National et le rouge le Parti Colorado, les deux partis opposés pendant la Guerre civile.

## Palmarès
- Championnat d'Uruguay
  - Vainqueur en 1908, 1910, 1913 et 1914